# Asymmetrione foresti
Asymmetrione foresti är en kräftdjursart som först beskrevs av M. Bourdon 1968.  Asymmetrione foresti ingår i släktet Asymmetrione och familjen Bopyridae. Inga underarter finns listade i Catalogue of Life.